# Dom Turystyczny LPT w Sławsku
Dom Turystyczny LPT w Sławsku – nieistniejące obecnie schronisko turystyczne położone w Sławsku w Bieszczadach Wschodnich na wysokości 600 m n.p.m. Właścicielem schroniska była Liga Popierania Turystyki.
Budowę obiektu rozpoczął na początku lat 30. XX wieku klub sportowy Czarni Lwów. Nieukończony z powodu barku funduszy budynek przejął Skarb Państwa, który przekazał go Lidze Popierania Turystyki. Ostateczne otwarcie Domu nastąpiło w grudniu 1936 roku. Był to dwupiętrowy obiekt, mieszczący na parterze: jadalnię, pokoje reprezentacyjne i klubowe, biura oraz warsztaty narciarskie, natomiast na I i II piętrze: pokoje gościnne (200 miejsc noclegowych), bawialnię i czytelnię. Schronisko było wyposażone w centralne ogrzewanie i posiadało własną elekrownię.

## Szlaki turystyczne w 1936 r.
Ze Sławska rozchodziły się szlaki turystyczne w następujących kierunkach:
- na Trościan (1235 m n.p.m.) do schroniska PTT,
- do Ławocznego przez Ilzę i Pliszki (1038 m n.p.m.),
- do Sołowtiny Mizuńskiej przez Kiczerkę (845 m n.p.m.), Czyrak Sekul (1283 m n.p.m.) oraz Menczul (1175 m n.p.m.).